# Монктон
Монктон (англ. City of Moncton, фр. Ville de Moncton) — місто у графстві Вестморленд на південному сході провінції Нью-Брансвік (Канада).
Монктонська агломерація включає також Дьєп та Ріверв'ю — формально, незалежні міста, а фактично — райони міста Монктон. Крім того, вона включає частину графств Вестморленд та Альберт.
Населення міста становить 64 128, а всієї агломерації (з Дьєпом, Ріверв'ю та ін.) — 126 424 (2006). З 2001 року воно зросло на 6,5 %.
Це — друге найбільше місто провінції Нью-Брансвік.
Місто Монктон названо на честь лейтенант-полковника Роберта Монктона, який відзначився під час британського завоювання Нової Франції.
Місто, фактично, двомовне. Англомовне населення становить більшість, але значна частина мешканців міста та околиць — франкомовні акадійці.

## Історія

### Корінні американці
Корінними жителями області, що розкинулась по обидва боки від річки Петікодіак були мікмаки. Саме місто Монктон розташоване в південній частині земель, обжитих колись цим племенем канадських індіанців, й розкинулось на лівому березі «шоколадної» річки Петікодіак.

### Акадійські поселення
Перші акадійські поселення в верхів'ях заливу Фанді було закладено в 1670х роках. Перше поселення знаходилося безпосередньо в районі Тантрамарських боліт (англ. Tantramar Marshes), але з часом розрослося здебільшого в західному напрямку. Перша згадка про річку Петкукуає (фр. Petcoucoyer, стара назва річки Петікодіак) датується 1686 роком, коли її було нанесено на карту Мьоліса (фр. Meulles). Акадійське поселення Шіподі (фр. Chipodie) було засноване саме поблизу гирла Петікодіаку в 1700 р. Згодом це поселення розрослося понад берегами річок Петікодіак та Мемрамкук й у 1733 р. сягнуло земель, на яких розташувався сьогоднішній Монктон. На цих болотистих землях акадійці побудували фермерське поселення й назвали його Льо Куд (фр. Le Coude), що українською перекладається як Лікоть.

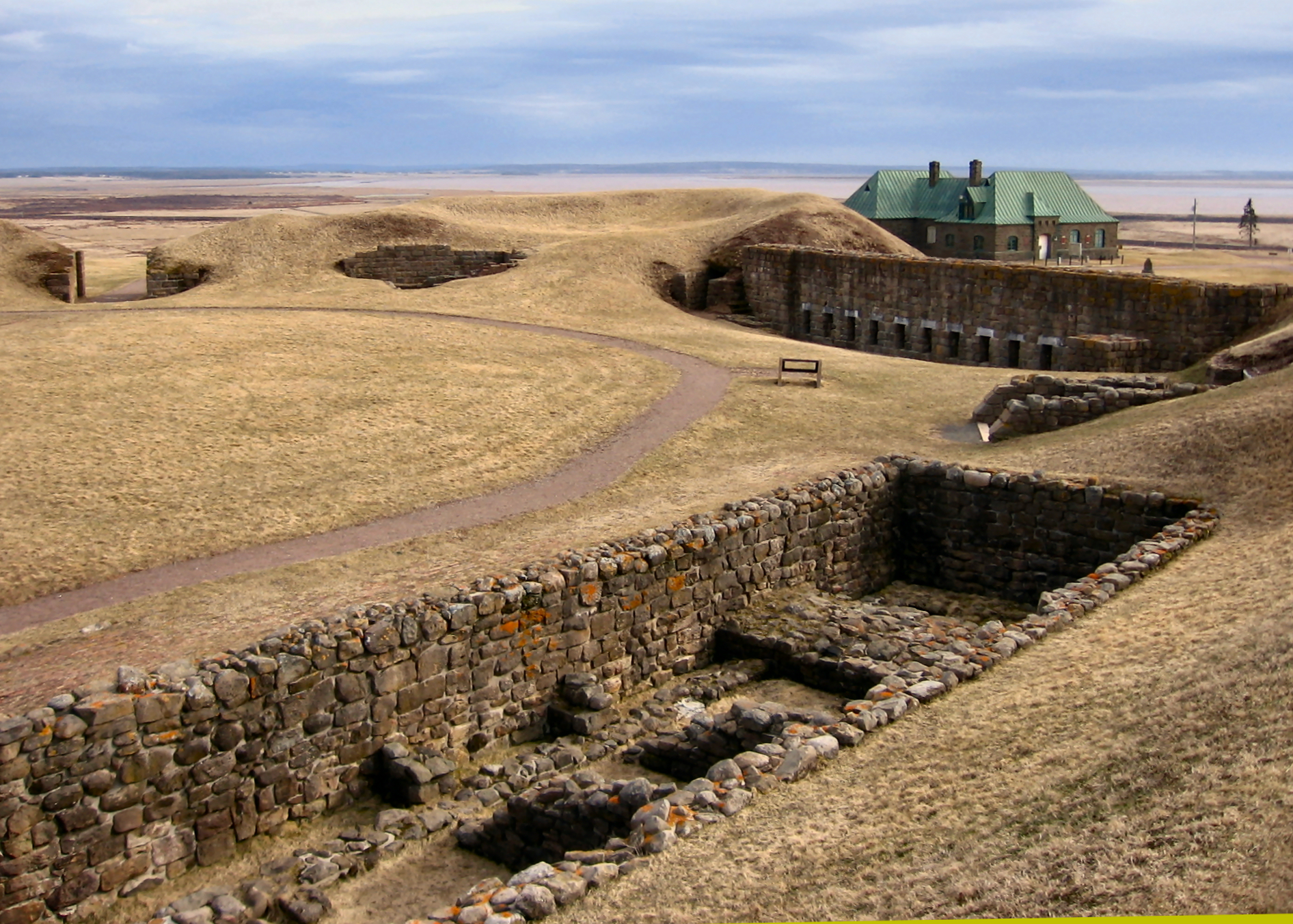
Форт Босежур у 2006р

У 1795 р. після захоплення форту Босежур (фр. Beauséjour) британськими військами під командуванням лейтенант-полковника Роберта Монктона долина річки Петікодіак (як інші навколишні території) попала під контроль британської корони. В ході семирічної війни взяття форту Босежур було визначено британським командуванням в Північній Америці як одне з першочергових завдань. Рятуючись від британських солдатів акадійські фермери намагалися заховати свої сім'ї у форті Босежур, а самі ставали на його захист. Проте сили були нерівними й після падіння форту за наказом губернатора Нової Скошії Чарльза Лоренса (англ. Charles Lawrence) майже всіх акадійських поселенців було насильно депортовано у штат Луїзіана (США) чи назад до Франції, а будинки їхні спалено. Лише невелика кількість акадійців, що заселяли долини річок Петікодіак та Мемрамкук, зуміла втекти від британських солдатів у навколишні ліси й під проводом Жозефа Бруссарда (фр. Joseph Broussard) до 1758 р. вела партизанську війну проти британських окупантів. Таким чином поселення Льо Куд залишилося абсолютно пустим до самого кінця семирічної війни. Після війни значна частина акадійців пішки повернулася на рідні землі з Луїзіани, по дорозі переховуючись по лісах й нетрях. Під-час поневірянь велику допомогу акадійцям надавали східні племена канадських та американських індіанців.

## Освіта
У місті діє франкомовний Монктонський університет.

## Уродженці
- Труді Маккей (* 1952) — канадський та американський генетик.